# Industrie- und Handelskammer Mittleres Ruhrgebiet
Die Industrie- und Handelskammer Mittleres Ruhrgebiet, kurz IHK MR, ist eine Körperschaft öffentlichen Rechts mit Sitz in Bochum im Ruhrgebiet. Sie hat als zuständige Industrie- und Handelskammer für die kreisfreien Städte Bochum und Herne sowie aus dem Ennepe-Ruhr-Kreis die Städte Witten und Hattingen den gesetzlichen Auftrag, als Selbstverwaltungsorgan der Wirtschaft das Gesamtinteresse der zugehörigen Unternehmen in der Region zu fördern und gegenüber Politik und Öffentlichkeit wahrzunehmen. 2025 sind etwas mehr als 37.000 Industrie-, Handels- und Dienstleistungsunternehmen Mitglieder der Kammer.

## Geschichte
Die Errichtung einer Handelskammer für den Landkreis Bochum wurde durch einen königlich-preußischen Erlass vom 19. Mai 1856 genehmigt. Am 27. Dezember 1856 fand die konstituierende Sitzung der aus neun Mitgliedern bestehenden Kammer statt. Der Glashüttenbesitzer Gustav Müllensiefen aus Witten wurde zum ersten Vorsitzenden gewählt. Erster Geschäftsführer der Kammer und maßgeblicher Gestalter war Bochums Bürgermeister Max Greve. 
Bergbaubetriebe und Gesellschaften, die im Handelsregister eingetragen waren, waren von der Mitgliedschaft noch ausgenommen und durften erst ab 1870 beitreten. Der Wirtschaftspionier Louis Baare, Präsident der Kammer von 1872 bis 1897, verhalf der Kammer zu ihrem ersten Dienstgebäude in der Scharnhoststraße 4, das 1899 als erstes seiner Art in Preußen eröffnet wurde. 1909 übernahm die Handelskammer die alleinige Trägerschaft der Kaufmännischen Schulen in Bochum.

Im Zuge der Ruhrbesetzung organisierte die Bochumer Handelskammer gleich zu Beginn der Besatzungszeit 1923 einen Handelsboykott gegen die französischen Besatzungstruppen. Als Reaktion auf den gescheiterten Verhaftungsversuch des Syndikus Dr. Karl Jakobshagen stürmten die Franzosen daraufhin 1923 das Dienstgebäude, welches Jakobshagen auch als Wohnsitz diente, und verwüsteten die Geschäftsstellen. Die Besatzer räumten erst am 20. Juli 1925 Bochum und wenige Tage später das gesamte Ruhrgebiet. 

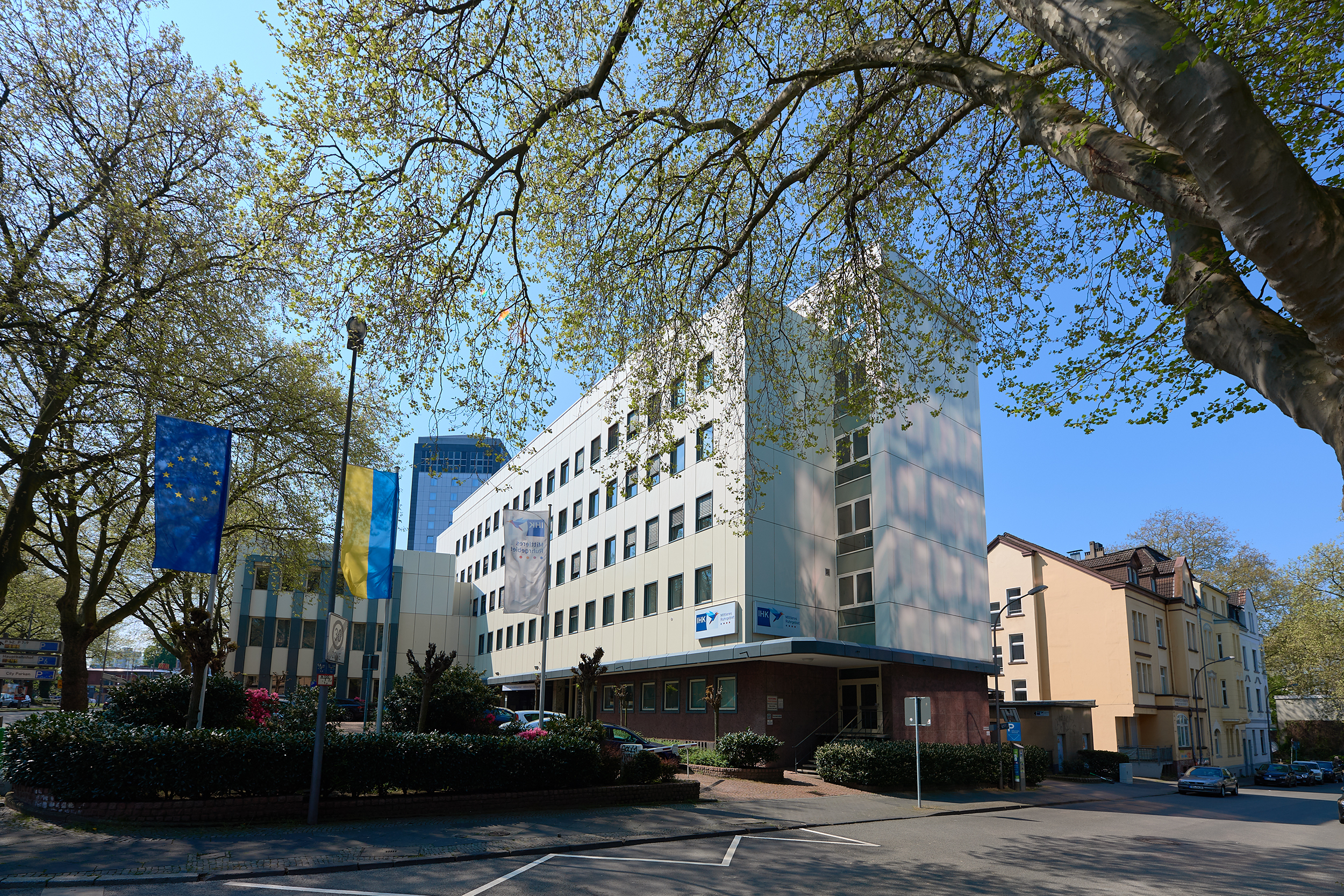
Bürogebäude der IHK am Bochumer Ostring

Im Dritten Reich wurde die Kammer 1933 gleichgeschaltet. Vorsitzende wurden im Zuge der Gleichschaltung vom Minister ernannt und nicht mehr gewählt. Damit wurde die wirtschaftliche Selbstverwaltung in Bochum beendet. 1943 wurde die Kammer aufgelöst und gemeinsam mit den Industrie- und Handelskammern Dortmund, Hagen und Siegen in die Gauwirtschaftskammer Westfalen-Lippe mit Sitz in Dortmund eingegliedert. In diesem Zuge wurde das bisher zum Bochumer Kammerbezirk gehörende Gelsenkirchen der Kammer in Münster angeschlossen. 1943 wurde das Kammergebäude bei einem Luftangriff zerstört.
Wenige Monate nach Kriegsende 1945 wurde die IHK zu Bochum unter der kommissarischen Leitung des Wittener Fabrikanten Arthur Imhausen wiedergegründet und 1947 konnte wieder eine Vollversammlung gewählt werden. Dr. Franz Schily, Generaldirektor des Bochumer Verein, wurde zum Präsidenten ernannt. 1959 bezog sie ihr jetziges Bürogebäude am Ostring 30–32. Nach dem Berufsbildungsgesetz ist die Kammer seit 1969 zuständig für die berufliche Bildung. 1979 fasste die Kammer ihre beruflichen Bildungsangebote im BildungsCentrum BiC zusammen. 1997 wurde der IHK-Name um den Zusatz „im mittleren Ruhrgebiet“ ergänzt.

## Organisation

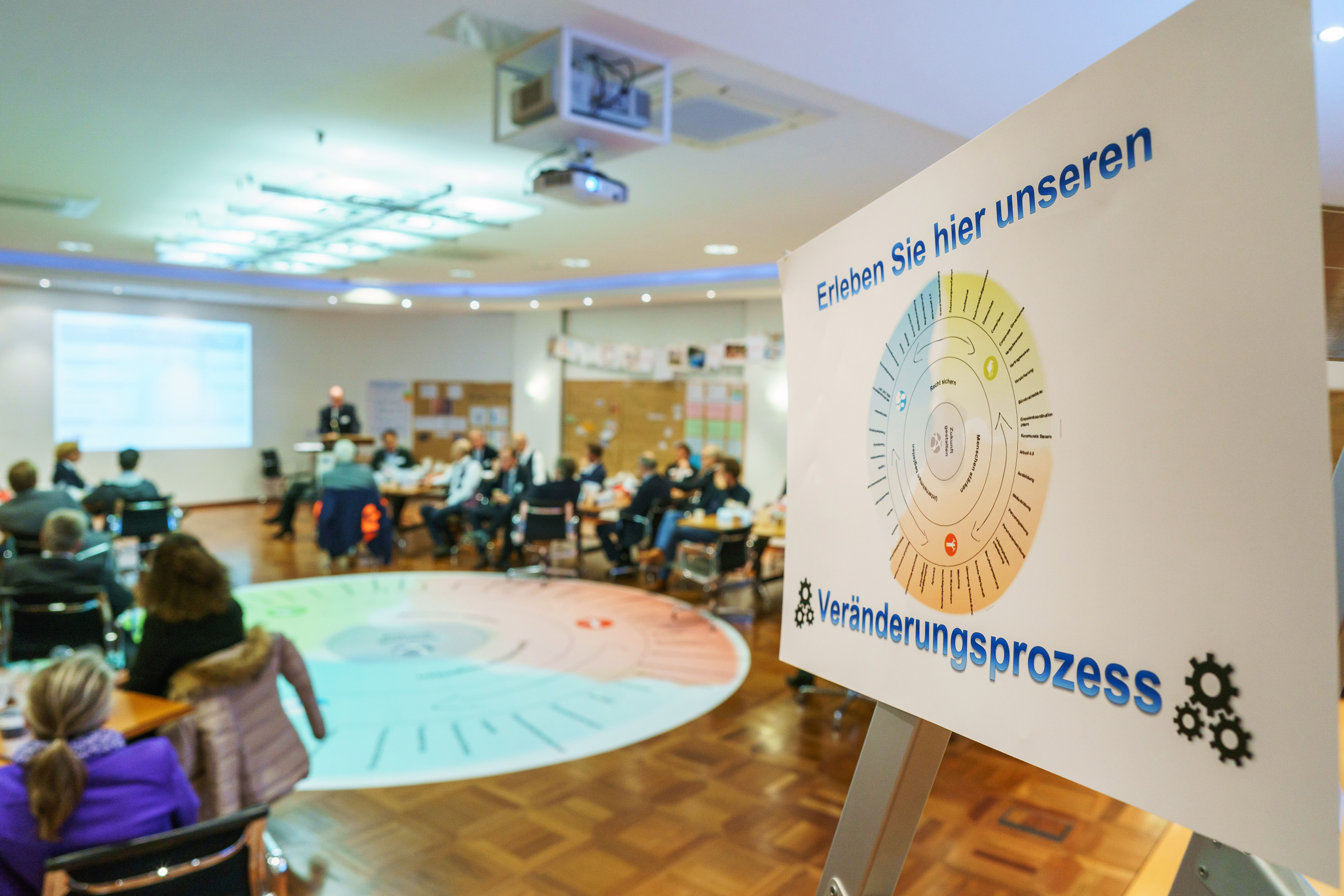
Blick in den „Raum der Veränderung“ mit dem kreisrunden Organigramm der IHK

2017 hat die IHK ihre Organisationsstruktur verändert, indem das IHK-typische Säulenmodell aufgegeben und durch ein kreisrundes Organigramm ersetzt wurde. Hierarchieebenen wurden dadurch drastisch abgeflacht. Seitdem ist die IHK in einen systematischen Change-Prozess eingetreten. Die Mitarbeitenden sind im aktuellen Modell zwölf gleichberechtigten Arbeitsteams und drei Stabsstellen zugeordnet, die zusätzlich interdisziplinär in Kompetenz- und Projektteams miteinander arbeiten.
Als das Parlament der Industrie- und Handelskammer besteht die Vollversammlung aus 70 unmittelbar gewählten ehrenamtlichen Vertreterinnen und Vertretern aus sieben Wahlgruppen, die wiederum in vier Wahlbezirke unterteilt sind. Die Vollversammlung bildet durch ihre Zusammensetzung die Spiegelbildlichkeit der gewerblichen Wirtschaft im Kammerbezirk ab.
Die IHK Mittleres Ruhrgebiet ist Mitglied der Deutschen Industrie- und Handelskammer. Zur Vertretung der jungen Wirtschaft bestellt die IHK den Geschäftsführers der Wirtschaftsjunioren Mittleres Ruhrgebiet.
Am 31. März 2025 hat die IHK in Zusammenarbeit mit der Stadt Bochum, der Agentur für Arbeit Bochum, der Handwerkskammer Dortmund, der Ruhr-Universität Bochum sowie weitere Netzwerkpartner das Welcome Office Bochum eröffnet. Das Welcome Office Bochum bietet ein sogenanntes One-Stop-Shop-Konzept: Ausländische Fachkräfte, die in Bochum leben und arbeiten möchte, müssen sich nicht mehr um zahlreiche Termine bei verschiedenen Institutionen kümmern. Neue Fach- und Arbeitskräfte erhalten hier eine Erstbegleitung und die Möglichkeit, verschiedene Behördengänge wie beispielsweise die Anmeldung des Wohnsitzes in einem einzigen Termin zu absolvieren und sich gleichzeitig zur Anerkennung von Berufsqualifikationen beraten zu lassen.

## Persönlichkeiten

### Präsidenten

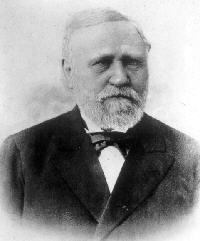
Louis Baare, Präsident von 1872 bis 1897

Präsident ist seit dem 3. März 2022 Philipp Böhme, Geschäftsführer der Creditreform Bochum Böhme KG in Bochum. Ehrenpräsident ist Jürgen Fiege. Die nachfolgende Tabelle zeigt die Präsidenten der Industrie- und Handelskammer Mittleres Ruhrgebiet seit ihrer Gründung 1856:
| Amtszeit       | Name                     |
| -------------- | ------------------------ |
| 1856–1865      | Gustav Müllensiefen      |
| 1865–1870      | Wilhelm Endemann         |
| 1870–1872      | Friedrich Landvogt       |
| 1872–1897      | Louis Baare              |
| 1872–1872      | Carl Korte               |
| 1897–1911      | Gustav Frielingshaus     |
| 1912–1920      | Theodor Müllensiefen     |
| 1921–1933      | Otto von Velsen          |
| 1933–1934      | Otto Heinrich Flottmann  |
| 1934–1937      | Max Adalbert Schlitter   |
| 1938–1944      | Otto Make                |
| 1945–1946      | Arthur Imhausen          |
| 1946–1949      | Dr. Franz Schily         |
| 1949–1959      | Dr. Gustav Möllenberg    |
| 1960–1964      | Heinrich Trapmann        |
| 1964–1974      | Heinz Schaaf             |
| 1974–1992      | Franz Schulenberg        |
| 1992–2011      | Gerd Pieper              |
| 2011–2017      | Jürgen Fiege             |
| 2017–2022      | Wilfried Neuhaus-Galladé |
| 2022 bis heute | Philipp Böhme            |

### Hauptgeschäftsführer
| Amtszeit       | Name                  |
| -------------- | --------------------- |
| 1857-1872      | Max Greve             |
| 1872           | Peter Weyland         |
| 1872-1873      | Johann Baptist Peters |
| 1873-1877      | Ernst Bernhardi       |
| 1877-1897      | Ferdinand Rauchfuß    |
| 1897-1915      | Georg Wiebe           |
| 1915-1920      | Rudolf Keibel         |
| 1920-1923      | Karl Jacobshagen      |
| 1924-1938      | Otto Hugo             |
| 1939-1945      | Ernst Stammen         |
| 1946-1952      | Erich Brockhaus       |
| 1952-1978      | Franz Günnicker       |
| 1979-1996      | Klausjürgen Schilling |
| 1996-2011      | Tillmann Neinhaus     |
| 2011-2014      | Helmut Diegel         |
| 2015-2021      | Eric Weik             |
| 2021 bis heute | Michael Bergmann      |

### Andere Personen, die mit der Kammer verbunden sind
Weitere Persönlichkeiten, die mit der Kammer verbunden sind, sind:
- Friedrich Vohwinkel (Mitglied)
- Karl Behrens (Vizepräsident)
- Arthur Imhausen (Mitglied)
- Hans Fusban (Mitglied)
- Franz Schily (Vizepräsident)